# Ctenocompa pygmaea
Ctenocompa pygmaea är en fjärilsart som beskrevs av Hans Rebel 1917. Ctenocompa pygmaea ingår i släktet Ctenocompa och familjen säckspinnare. Inga underarter finns listade i Catalogue of Life.